# Przygody pana Antoniego
Przygody pana Antoniego – polska czarno-biała, niema komedia z roku 1913 w reżyserii Wiktora Biegańskiego, której akcja toczyła się we Lwowie i okolicach. Nigdy nie wszedł na ekrany.

## Obsada
- Antoni Siemaszko – Antoni
- Wanda Jarszewska